# Enneüs Heermabrug
De Enneüs Heermabrug (brug nr. 2001 in de Amsterdamse nummering), verbindt het Zeeburgereiland met het Steigereiland in het Amsterdamse stadsdeel Oost. Het is een brug voor wegverkeer (S114), en bevat daarnaast een trambaan (tram 26) en een vrijliggend fietspad. De brug is vernoemd naar de politicus Enneüs Heerma (1944-1999).
Het is de eerst opgeleverde brug in IJburg en werd geopend in 2001. De brug vormt de belangrijkste toegangspoort tot IJburg en wordt sinds 2005 ook door de IJtram gebruikt. De brug werd in 2000 geplaatst en is een ontwerp van de Engelse architect Nicholas Grimshaw. De twee grote overspanningen zijn elk 75 meter lang. Het is een van de grootste bruggen van Amsterdam.
Brug nr. 2002 is door dezelfde architect ontworpen en een kleinere uitvoering van brug nr. 2001. Deze brug verbindt het Steigereiland met het Haveneiland. De IJtram maakt gebruik van beide bruggen.
De Enneüs Heermabrug heeft in 2002 de Nationale Staalprijs, in de Categorie D Infrastructuur en overige staalconstructies, gewonnen.

## Bijnaam
Veel Amsterdamse bouwwerken hebben bijnamen, zo ook deze brug: de 'Beha', of ook wel 'Cup IJ', en ook wel de 'Pam An' afkorting van Pamela Anderson.

## Knelpunt
De Enneüs Heermabrug is een knelpunt vanwege de beperkte wegcapaciteit in beide richtingen. Soms wordt de file die ontstaat op drukke momenten de Jan Hoekfile genoemd. De file is vernoemd naar de GroenLinks-politicus Jan Hoek (1967), stadsdeelwethouder Welzijn, Zorg, Economische Zaken en Werk in het voormalige stadsdeel Zeeburg.

## Afbeeldingen

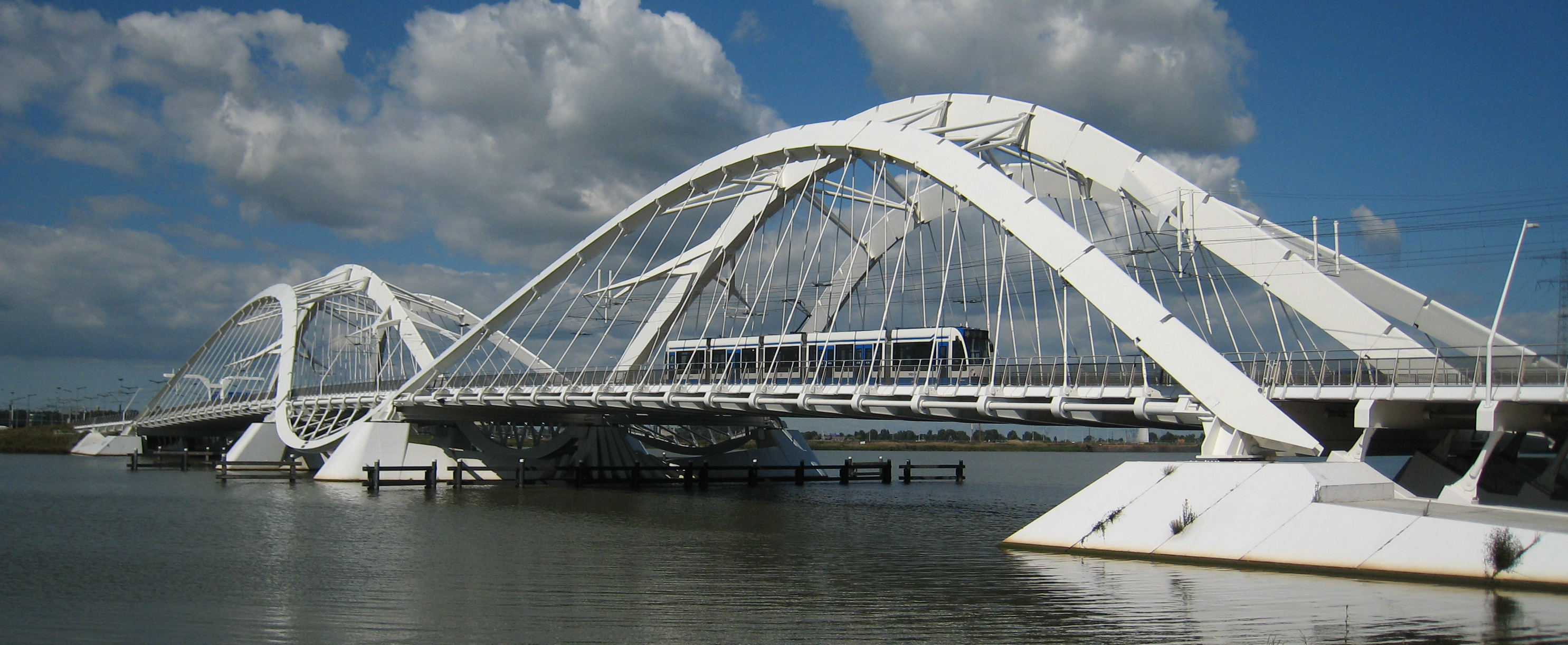
Anno 2007, met IJtram
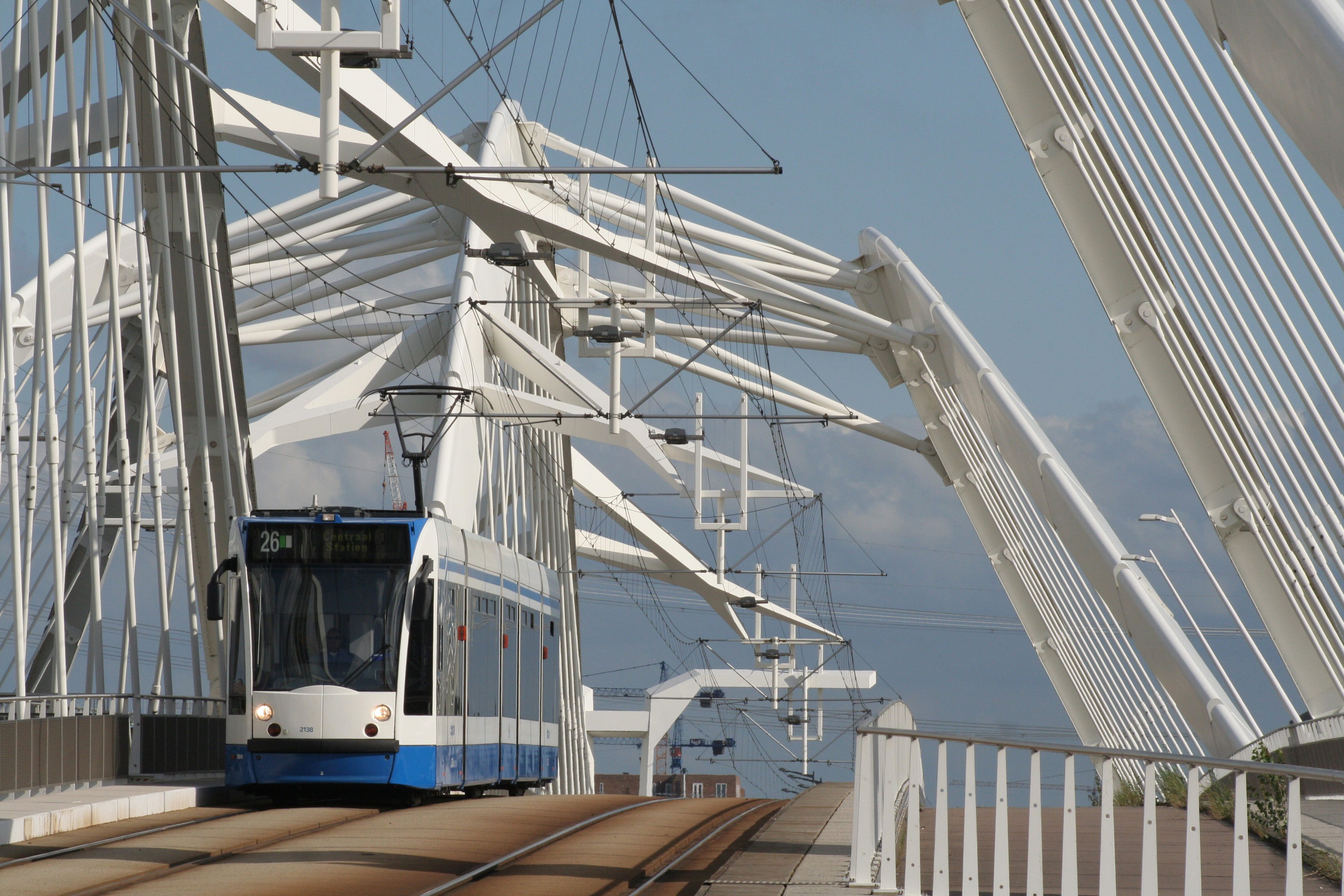
IJtram op de Enneüs Heermabrug
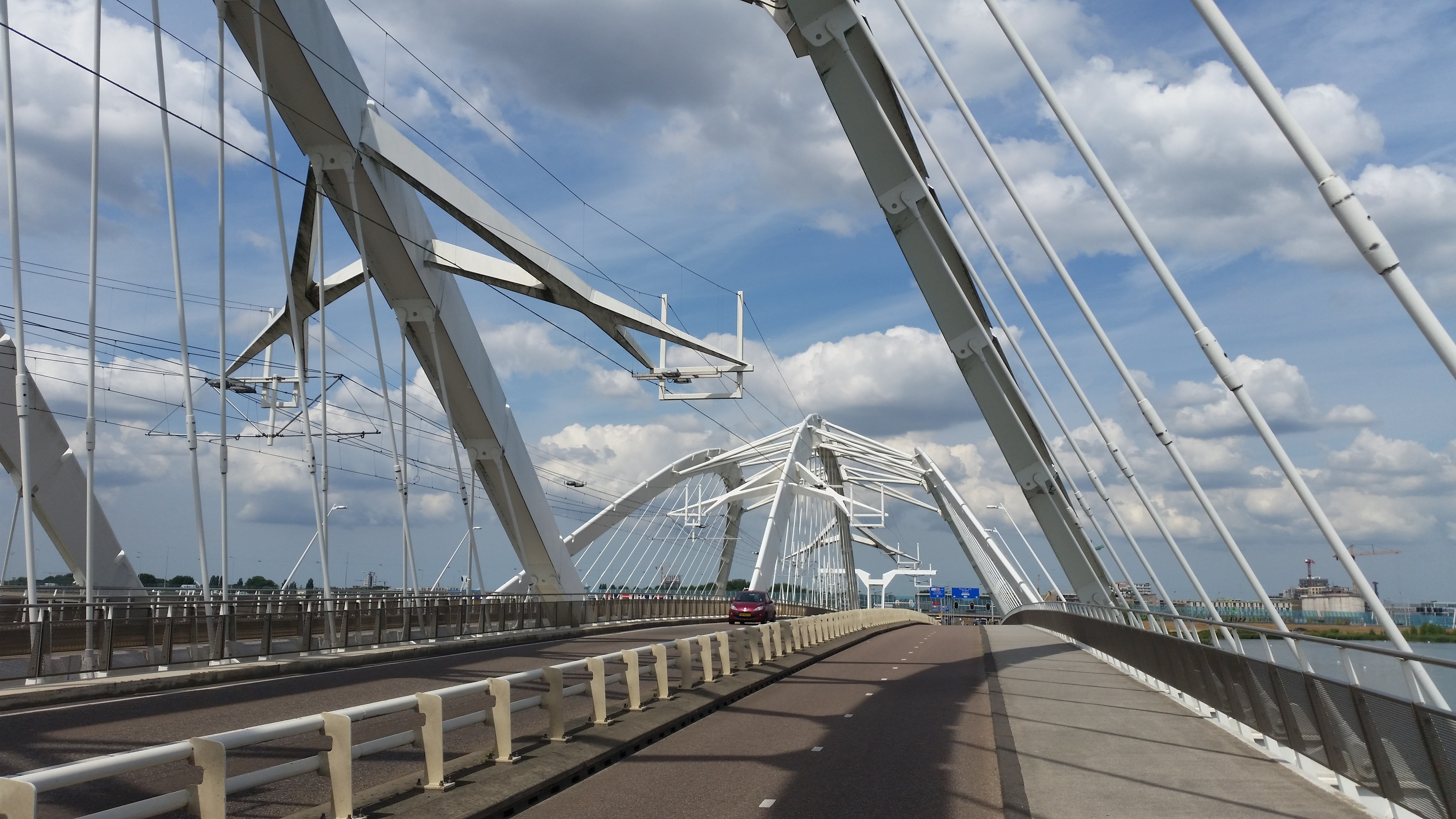
Lijnenspel brug 2001 (juli 2018)

<<< · 2000 · 2001 · 2002 · 2003 · 2004 · 2005 · 2006 · 2007 · 2008 · 2009 · 2010 · 2011 · 2012 · 2013 · 2014 · 2015 · 2016 · 2017 · 2018 · 2019 · 2020 · 2021 · 2022 · 2023 · 2025 · 2026 · 2027 · 2028 · 2029 · 2030 · 2031 · 2032 · 2033 · 2034 · 2035 · 2036 · 2037 · 2038 · 2039 · 2040 · 2041 · 2042 · 2043 · 2044 · 2045 · 2046 · 2047 · 2048 · 2050 · 2051 · 2054 · 2060 · 2080 · 2085 · 2086 · 2087 · 2088 · 2089 · 2090 · 2091 · 2092 · 2093 · 2094 · 2095 · 2096 · 2097 · 2098 · 2099
De overige brugnummers waren in januari 2022 (nog) niet bekend; de Uyllanderbrug ligt officieel in Diemen, maar heeft de Amsterdamse nummering 2007.